# Liste der denkmalgeschützten Objekte in Neudorf im Weinviertel
Die Liste der denkmalgeschützten Objekte in Neudorf im Weinviertel enthält die 15 denkmalgeschützten, unbeweglichen Objekte der Gemeinde Neudorf im Weinviertel.

## Denkmäler
| Foto |                 | Denkmal                                                                   | Standort                                          | Beschreibung | Metadaten |
| ---- | --------------- | ------------------------------------------------------------------------- | ------------------------------------------------- | --- | --- |
| ja   | Datei hochladen | Schloss Kirchstetten/Thermalhotel HERIS-ID: 14025 Objekt-ID: 10249        | Am Schloss 14 Standort KG: Kirchstetten           | Schloss Kirchstetten, eine dreiflügelige Barockanlage mit dominierendem Haupttrakt, umgeben von einem Park und einer Ziegelmauer, ist ein ehemals vierflügelige Wasserschloss des frühen 17. Jahrhunderts mit Kern aus dem 16. Jahrhundert. Eine Neugestaltung und ein Ausbau des Haupttraktes durch Johann Bernhard Fischer von Erlach erfolgte in der ersten Hälfte des 18. Jahrhunderts unter Matthias von Suttner. | BDA-Hist.: Q639242 Status: Bescheid Stand der BDA-Liste: 2025-06-30 Name: Schloss Kirchstetten/Thermalhotel GstNr.: 1 Schloss Kirchstetten                                |
| ja   | Datei hochladen | Wirtschaftsgebäude HERIS-ID: 14026 Objekt-ID: 10250                       | Am Schloss 2 Standort KG: Kirchstetten            | Westlich vom Schloss steht ein hakenförmiges Wirtschaftsgebäude aus der ersten Hälfte des 18. Jahrhunderts mit pilastergerahmtem Torturm über korbbogiger Einfahrt mit Vasenaufsätzen. Er hat profilierte Steingewändefenster sowie Stallungen und Wirtschaftsräume mit Stichkappentonnen und Kreuzgratgewölben. Am Westtrakt ist ein steinerner Wandbrunnen mit reichem plastischem Dekor und Putten auf einem geschwungenen Steinsockel zu sehen. | BDA-Hist.: Q37723269 Status: Bescheid Stand der BDA-Liste: 2025-06-30 Name: Wirtschaftsgebäude GstNr.: 3/1, 3/2, 14/1, 14/2, 14/3 Wirtschaftsgebäude Schloss Kirchstetten |
| ja   | Datei hochladen | Jubiläums-Volksschule HERIS-ID: 85312 Objekt-ID: 99508                    | Am Schloss 13 Standort KG: Kirchstetten           | Die späthistoristische Volksschule von Kirchstetten verfügt über Portal- und Fensterrahmungen. Sie wurde in der Zeit um 1900 errichtet. | BDA-Hist.: Q38184993 Status: § 2a Stand der BDA-Liste: 2025-06-30 Name: Jubiläums-Volksschule GstNr.: 64/2 Volksschule (Kirchstetten)                                     |
| ja   | Datei hochladen | Figurenbildstock hl. Joachim HERIS-ID: 22195 Objekt-ID: 18523             | Standort KG: Kirchstetten                         | An der westlichen Ortseinfahrt steht auf einer toskanischen Säule eine Figur des hl. Joachim aus der Zeit um 1800. | BDA-Hist.: Q37867640 Status: § 2a Stand der BDA-Liste: 2025-06-30 Name: Figurenbildstock hl. Joachim GstNr.: 744 Hl Joachim (Kirchstetten)                                |
| ja   | Datei hochladen | Rochuskapelle HERIS-ID: 22196 Objekt-ID: 18524                            | Standort KG: Kirchstetten                         | Die Rochuskapelle nördlich von Kirchstetten ist eine hohe Wegkapelle aus dem dritten Viertel des 18. Jahrhunderts mit geschwungenem Giebel. Innen zeigt sie ein Kalottengewölbe und eine Putzgliederung. Die Kapelle beherbergt eine Holzfigur des hl. Rochus aus der Zeit um 1700 sowie ruinöse Leinwandbilder der Heiligen Rosalia und Sebastian, die vermutlich im 19. Jahrhundert angefertigt wurden. | BDA-Hist.: Q37867669 Status: § 2a Stand der BDA-Liste: 2025-06-30 Name: Rochuskapelle GstNr.: 753 Rochuskapelle (Kirchstetten)                                            |
| ja   | Datei hochladen | Kath. Filialkirche hl. Geist HERIS-ID: 14027 Objekt-ID: 10251             | Marktstraße 19 Standort KG: Kirchstetten          | Die auf einer platzartigen Erweiterung in Kirchstetten gelegen Filialkirche hl. Geist ist eine von Friedhof und Mauer umgebene Chorturmkirche mit einem romanischen Langhaus des 13. Jahrhunderts und einem gotischen Chor. Das Langhaus verfügt über regelmäßiges Quadermauerwerk, nördlich ein romanisches Rundbogenfenster in tiefer Laibung, südseitig drei und nordseitig ein ausgebrochenes Rechteckfenster, eine glatte Westfront und ein Satteldach. Der hohe gotische Chor hat einen geraden Schluss, an der Südseite ein Maßwerkfenster mit Dreipassformen aus der Zeit um 1400 und am westlichen Chorturmgiebel ein und am östlichen Chorturmgiebel zwei Schartenfenster. Der wuchtige quadratische Chorturm wird von einem Satteldach bekrönt. Südseitig erhebt sich ein eingeschoßiger Sakristeianbau aus dem 18. Jahrhundert. | BDA-Hist.: Q37723292 Status: § 2a Stand der BDA-Liste: 2025-06-30 Name: Kath. Filialkirche hl. Geist GstNr.: 80 Filialkirche Kirchstetten                                 |
| ja   | Datei hochladen | Figurenbildstock hl. Johannes Nepomuk HERIS-ID: 14028 Objekt-ID: 10252    | Standort KG: Kirchstetten                         | Südlich der Kirche steht in einer nach Osten halbrund geschlossenen Nische mit Scheitelmuschel auf einem geschwungenen Postament mit Volutenansätzen eine Statue des hl. Johannes Nepomuk aus der Zeit um 1730. | BDA-Hist.: Q37723315 Status: § 2a Stand der BDA-Liste: 2025-06-30 Name: Figurenbildstock hl. Johannes Nepomuk GstNr.: 718/7 Hl Nepomuk (Kirchstetten)                     |
| ja   | Datei hochladen | Flur-/Wegkapelle HERIS-ID: 22202 Objekt-ID: 18531                         | bei Staatzer Straße 2 Standort KG: Neudorf        | Die Wegkapelle beim Haus Nummer 275 in Neudorf ist ein rund geschlossener Bau aus der zweiten Hälfte des 19. Jahrhunderts, der durch Rundnischen gegliedert ist. | BDA-Hist.: Q37867730 Status: § 2a Stand der BDA-Liste: 2025-06-30 Name: Flur-/Wegkapelle GstNr.: 167 Wegkapelle (Neudorf)                                                 |
| ja   | Datei hochladen | Kath. Pfarrkirche hl. Nikolaus HERIS-ID: 22197 Objekt-ID: 18525           | bei Hauptplatz 26 Standort KG: Neudorf            | Die 1724 errichtete Pfarrkirche hl. Nikolaus am Hauptplatz von Neudorf ist ein mächtiger, nach Westen ausgerichteter Spätbarockbau mit 1808 erbautem Fassadenturm und hohem Satteldach. Der Saalbau zeichnet sich durch ein querschiffartig ausgeweitetes Joch vor dem korbbogig geschlossenen Altarraum aus. Der zweigeschoßige, der Ostfront vorgestellte Turm verfügt über Pilastergliederung, einen geschwungenen Uhrengiebel, einen achtseitigen Spitzhelm sowie eine östlich vorgestellte, übergiebelte Vorhalle und wird von schlichten Anbauten flankiert. Nördlich des Chores befindet sich ein eingeschoßiger barocker Sakristeianbau und im Süden ein neuerer Anbau. | BDA-Hist.: Q37867681 Status: § 2a Stand der BDA-Liste: 2025-06-30 Name: Kath. Pfarrkirche hl. Nikolaus GstNr.: 1 Pfarrkirche Neudorf im Weinviertel                       |
| ja   | Datei hochladen | Mariensäule, Maria Immaculata HERIS-ID: 22206 Objekt-ID: 18535            | vor Hauptplatz 17 Standort KG: Neudorf            | Die Mariensäule auf dem Hauptplatz von Neudorf ist mit 1854 bezeichnet. | BDA-Hist.: Q37867772 Status: § 2a Stand der BDA-Liste: 2025-06-30 Name: Mariensäule, Maria Immaculata GstNr.: 354 Mariensäule (Neudorf)                                   |
| ja   | Datei hochladen | Pfarrhof HERIS-ID: 50290 Objekt-ID: 55110                                 | Hauptplatz 27 Standort KG: Neudorf                | | BDA-Hist.: Q38039171 Status: § 2a Stand der BDA-Liste: 2025-06-30 Name: Pfarrhof GstNr.: 3 Pfarrhof (Neudorf)                                                             |
| ja   | Datei hochladen | Bildstock, sog. Heuschreckenkreuz HERIS-ID: 85306 Objekt-ID: 99501        | Standort KG: Neudorf                              | Das sogenannte Heuschreckenkreuz bei Neudorf ist mit „1338 IHS“ bezeichnet. | BDA-Hist.: Q38184975 Status: § 2a Stand der BDA-Liste: 2025-06-30 Name: Bildstock, sog. Heuschreckenkreuz GstNr.: 1280                                                    |
| ja   | Datei hochladen | Wegkapelle, Nothelfer-Kapelle HERIS-ID: 22201 Objekt-ID: 18530            | neben Kirchstetter Straße 21 Standort KG: Neudorf | Die Nothelfer-Kapelle an der nördlichen Ausfahrtstraße ist ein barocker, lisenengegliederter Bau mit Rundapsis und geschwungenem Giebel aus der ersten Hälfte des 18. Jahrhunderts. Im Inneren befindet sich ein barockes Bild der Vierzehn Nothelfer. | BDA-Hist.: Q37867719 Status: § 2a Stand der BDA-Liste: 2025-06-30 Name: Wegkapelle, Nothelfer-Kapelle GstNr.: 770 Nothelferkapelle (Neudorf)                              |
| ja   | Datei hochladen | Bildstock Weißes Kreuz HERIS-ID: 22205 Objekt-ID: 18534                   | Standort KG: Neudorf                              | | BDA-Hist.: Q37867742 Status: § 2a Stand der BDA-Liste: 2025-06-30 Name: Bildstock Weißes Kreuz GstNr.: 2279 Bildstock Weißes Kreuz (Neudorf)                              |
| ja   | Datei hochladen | Kath. Pfarrkirche hl. Antonius von Padua HERIS-ID: 22207 Objekt-ID: 18536 | Kirchenplatz 1 Standort KG: Zlabern               | Die im Jahr 1867 errichtete Pfarrkirche hl. Antonius von Padua in der Ortsmitte von Zlabern ist ein neugotischer, dreiseitig geschlossener Saalbau mit Strebepfeilern. Spitzbogenfenstern. Die Giebelfassade hat zwischen Pilastern einen leicht vorgezogenen Mittelteil mit Spitzbogenportal. Über verkröpftem Traufgesims erhebt sich ein Turmgeschoß mit Eckpilastern, spitzbogigen Schallfenstern und Giebelspitzhelm. Im dreijochigen Langhaus und im Chor ruht auf Wandpfeilern ein Platzlgewölbe über Gurtbögen. Im Westen erhebt sich auf toskanischen Säulen die Empore. Die Ausstattung stammt aus der Zeit um 1900. | BDA-Hist.: Q37867786 Status: § 2a Stand der BDA-Liste: 2025-06-30 Name: Kath. Pfarrkirche hl. Antonius von Padua GstNr.: 1 Pfarrkirche Zlabern                            |